# Eremothera drachmani
Eremothera drachmani är en spindeldjursart som beskrevs av Muma 1986. Eremothera drachmani ingår i släktet Eremothera och familjen Eremobatidae. Inga underarter finns listade i Catalogue of Life.